# Poesi

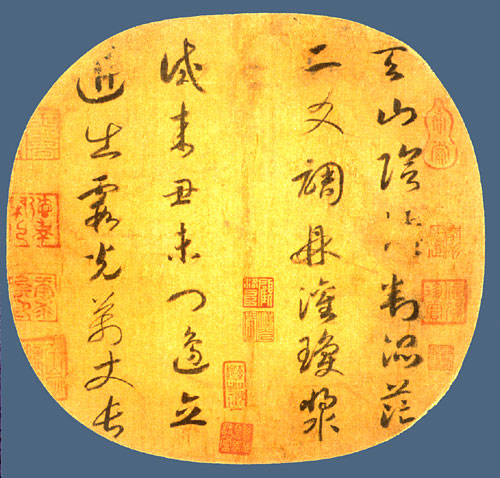
Det kinesiska poemet Quatrain på himmelsberget, av Gaozong-kejsaren (songdynastin).

Poesi är ett samlingsnamn för litterära texter som kännetecknas av estetiska uttrycksmedel såsom rytm, eufoni och språklig förtätning, vilket resulterar i en särpräglad grammatik, prosodi och typografi. Poesi är avsedd att läsas tyst eller reciteras. Ursprungligen syftade ordet poesi på all fiktionslitteratur, inklusive berättande texter, men redan tidigt skedde en uppdelning i poesi och prosa. Andra motsvarande termer är skaldekonst, lyrik, dikt och vers.

## Definitioner
Läran om vad poesi är eller bör vara heter poetik.
Poesi eller vers är, till skillnad från prosa, skrift eller tal, bundet av till exempel versmått, rim eller bara uppställningen av ord. Där prosa försöker övertyga på ett innehållsmässigt plan försöker poesi även att övertyga på ett formellt. 
Det finns också former av poesi som är helt improviserad och spontan, till exempel automatisk skrift inom surrealism. Avsikten är då att släppa ut känslor och drömmar "direkt ur hjärtat" utan att låta intellektet filtrera innehållet.
Eftersom poesi ursprungligen var avsett att reciteras och prosa att läsas finns det anledning att anta att poesin är äldre än prosan. Att binda orden i ett regelbundet mönster gjorde det lättare att minnas texten.
Eller direkt ur en gammal gymnasiebok:
Ser ni, gossar, om jag säger så här: Jag stiger upp klockan åtta och tvättar mig och dricker kaffe, så är det prosa. Men om jag säger så här: Klockan åtta stiger jag opp, tvättar min kropp och dricker kaffe med dopp, då är det poesi.
Svensk blandning, 1981
Ordet poem används även för musikstycken som Poème för orgel och orkester av Charles Tournemire, Poème de l'Extase av Aleksandr Skrjabin eller tonpoem (det vill säga tondikt).

## Skaldekonst

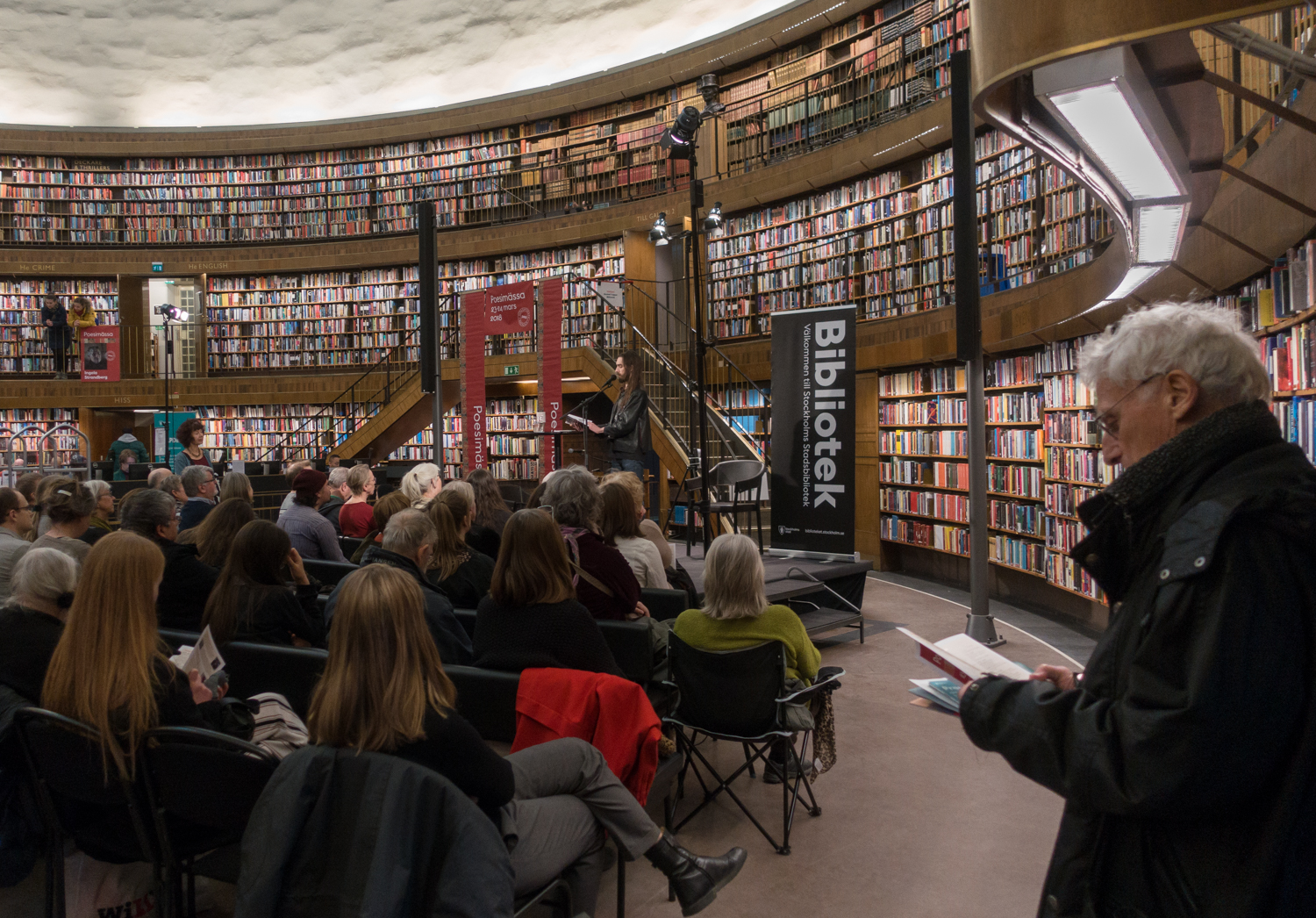
Poesiuppläsning på Poesimässan 2018 på Stockholms Stadsbibliotek.

Skaldekonst är den konst, som har till ändamål, att med språket som medel skapa verk av estetiskt syfte och värde (vitterhet, skönlitteratur). Vanligen inskränker man skaldekonstens omfattning till att gälla endast vitterhetens centrala del, poesin, och dithörande verk. Skaldekonsten är ordets konst liksom retoriken eller talarkonsten, med vilken den har en mängd uttrycksformer gemensam. Retoriken skiljer sig emellertid från skaldekonsten redan därigenom, att den i regel eftersträvar praktiska resultat; särskilt söker den ofta påverka åhörarens vilja, och genomgående brukar den estetiska medel utan rent estetiskt syfte. 
Det allmänna språkbruket är emellertid så till vida otillfredsställande och onöjaktigt, som det inte hänför till skaldekonsten ett högtidstal utan tendens, medan däremot en roman eller ett drama med skarpt utpräglad tendens räknas dit. På gränsen ligger givetvis många litterära alster: Det konstnärligt formade brevet, den i bunden form givna framställningen av reflexions- och uppbyggelsemässig karaktär med mera, även om flertalet dylika litterära arter aldrig, strängt taget, kan sägas ha fantasin till rot. 
Med musiken eller tonkonsten har skaldekonsten gemensamt, att de båda väcker till liv stämningar och att de vänder sig till samma uppfattande sinne, hörseln, på vilken de verkar genom skön klang och rytm; till båda hör sången, i den mån den är tal (jfr Sång). 
Livligt omstridd är frågan om gränserna för skaldekonstens uttrycksförmåga i jämförelse med övriga konsters eller, med andra ord, om den språkliga stilens räckvidd. Varje konst kan sägas ha till uppgift att åskådligt framställa estetiska värden, det vill säga hos konstuppfattaren framkalla bilder och stämningar. Språkets konst kan endast indirekt uppfylla kravet på åskådlighet i bilder, medan däremot målarkonsten med flera kan ge direkta sådana. Det är endast medelbart, genom de associationer med minnesbilder och andra föreställningar, som orden kan åstadkomma plastiska, skulpturala eller måleriska fantasiskapelser hos läsare och åhörare av dikter. På samma indirekta sätt framkallar de språkliga uttrycksmedlen andra slag av sinnesintryck. 
Givetvis står dessa associationsvis uppkomna fantasibilder tillbaka för de direkta varseblivningarna i flera avseenden: De är blekare, svagare och ofullständigare än dessa. Men å andra sidan förfogar skaldekonsten över en rörlighet och föränderlighet i sin bildvärld, som målar- och bildhuggarkonsten inte har. Skalden kan ge rörliga bilder, hans rike är föränderlighetens och handlingens, och han är mindre bunden vid iakttagelsen än andra konstnärer, företräden, som mer än väl torde överväga de förut nämnda bristerna. Musikens innehåll kan skaldekonsten endast liknelsevis antyda; affekterna kan den bara torftigt återge, de är outsägliga, och man brukar anse tonernas vågor vara den enda tillräckliga konstnärliga analogin till känslorna; likväl bör framhållas, att skådespelet på scenen naturligtvis kan åskådliggöra det mänskliga känslolivet med ojämförlig åskådlighet.
Skaldekonsten står vidare högst bland konsterna, då det gäller att framställa viljans och det intellektuella livets områden. Slutligen har skaldekonsten genom språkets egenskaper den i ingen annan konst givna möjligheten att samtidigt bringa till uttryck det inre livets och den yttre verklighetens mångfaldiga företeelser. Det är framför allt de olika apperceptionsformerna, som härvid kommer till bruk.
Skaldekonsten har av ålder brukat indelas i tre huvudarter: lyrik, epik och dramatik. Flera betydande litterära verk står emellertid på gränsen mellan två av dessa eller, som "Fredmans epistlar", alla tre, något, som likväl inte kan rubba indelningens berättigande. Om dessa arter (med deras särskilda egendomligheter och krav), om huvudslagen av uppfattningssätt och riktningar (idealism, realism och så vidare), om de allmänna principerna för vittra alster, kompositionslagarna och övriga spörsmål rörande skaldekonstens väsen och konkreta former lämnas upplysning av poetiken. De estetiska och retoriska sidorna av språket, det rent tekniska av skaldekonsten behandlas av metrik och stilistik.